# Joe Mazzulla
Joseph "Joe" Mazzulla (Johnston, 30 de junho de 1988) é um treinador norte-americano de basquete profissional que atualmente é o treinador principal do Boston Celtics da National Basketball Association (NBA).
Mazzulla entrou nos Celtics como assistente técnico em 2019 e foi nomeado treinador interino antes da temporada de 2022–23, antes de ser efetivado como treinador principal em fevereiro de 2023. Em sua segunda temporada, Mazzulla levou os Celtics a uma temporada histórica, com 64 vitórias, a melhor campanha da liga, e ao título da NBA. Atualmente, ele detém a maior porcentagem de vitórias de qualquer treinador na história da NBA, com mais de 150 jogos comandados, e também é o treinador mais jovem a conquistar o título da NBA desde Bill Russell, que fez o mesmo em 1969, como jogador-treinador.

## Carreira no ensino médio

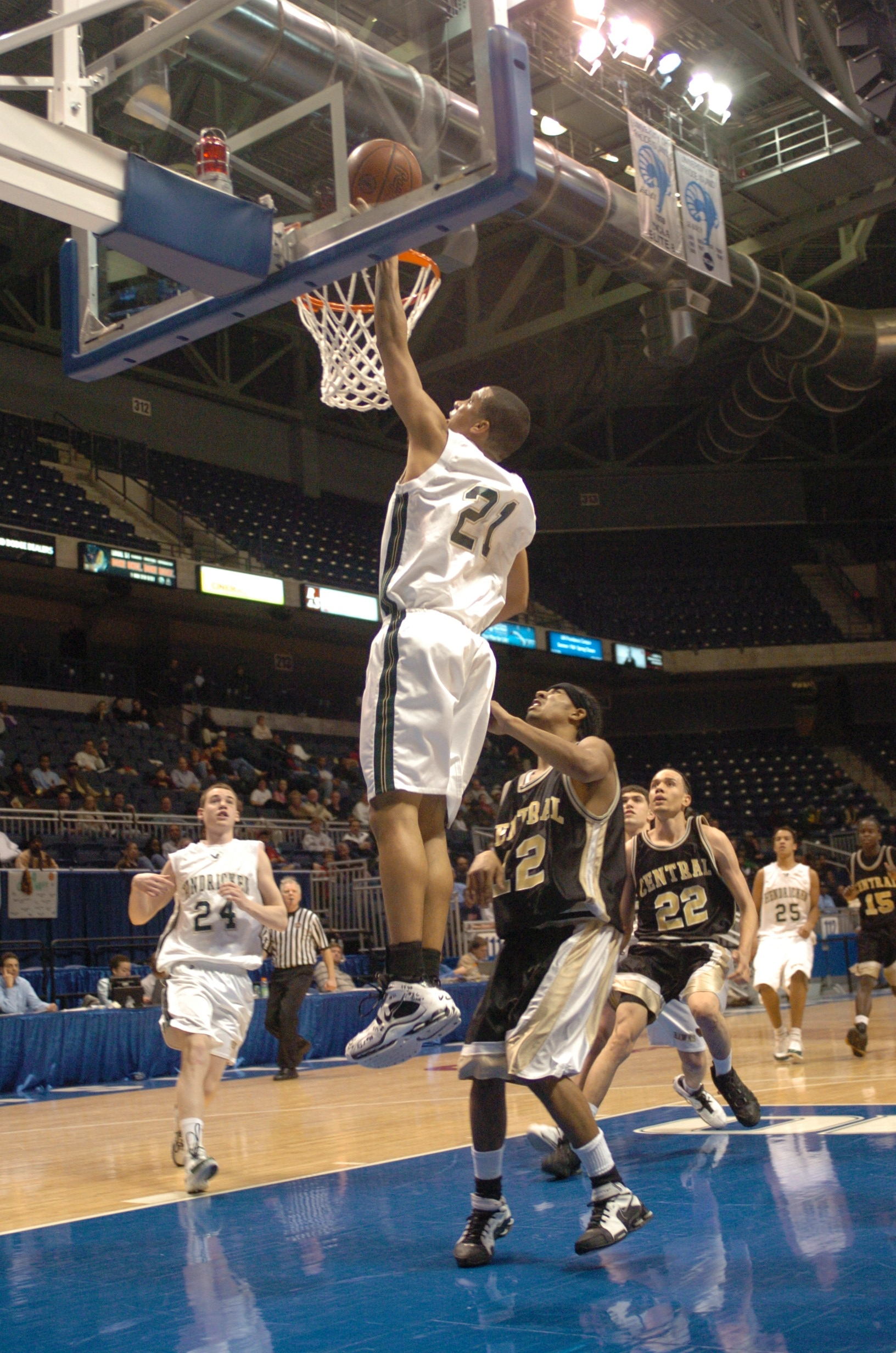
Joe Mazzulla jogando na final do campeonato estadual do ensino médio de 2005

Mazzulla frequentou a Bishop Hendricken High School em Rhode Island e ganhou três títulos estaduais na escola.

## Carreira universitária
Como calouro em West Virginia, Mazzulla ajudou a equipe a vencer o National Invitation Tournament de 2007 sob o comando do técnico John Beilein. No Torneio da NCAA de 2008, Mazzulla registrou 13 pontos, 11 rebotes e 8 assistências em uma virada contra Duke na segunda rodada. Ele foi forçado a ficar de fora da temporada de 2008-09 devido a uma lesão no ombro. Ele não tinha certeza se voltaria a jogar, mas treinou duas horas por dia e passou por uma cirurgia arriscada. Em abril de 2009, ele foi preso por agressão em um bar em Morgantown, West Virginia e foi suspenso pelo técnico Bob Huggins. Em sua terceira temporada, Mazzulla foi nomeado capitão e ajudou West Virginia a chegar ao Final Four de 2010. Em sua última temporada, ele teve médias de 7,7 pontos e 3,8 rebotes. Em sua carreira, ele marcou 700 pontos e distribuiu 340 assistências.

## Carreira de treinador

### Carreira de treinador universitário
Pouco depois de se formar na universidade, Mazzulla recebeu uma oferta de trabalho para ser treinador em Nova Southeastern University. Ele recusou para buscar melhores oportunidades profissionais. Ele não encontrou oportunidades adequadas no exterior e, em setembro de 2011, ingressou na Glenville State como assistente. Mazzulla foi contratado como assistente de Jerrod Calhoun em Fairmont State em 2013.
Durante a temporada de 2016-17, ele atuou como assistente do Maine Red Claws da G-League. Mazzulla foi nomeado treinador de Fairmont State em março de 2017. Em sua segunda temporada, ele liderou a equipe para um recorde de 22-9 e uma aparição no Torneio da Divisão II da NCAA de 2019, onde perdeu na primeira rodada para Mercyhurst por 63-60.

### Boston Celtics
Em 24 de junho de 2019, Mazzulla foi contratado como assistente técnico do Boston Celtics. Em 2022, ele participou de uma entrevista com o Utah Jazz para a vaga de treinador principal, mas o cargo acabou sendo oferecido ao seu colega assistente dos Celtics, Will Hardy.

#### Temporada de 2022–23: Primeira temporada como treinador principal

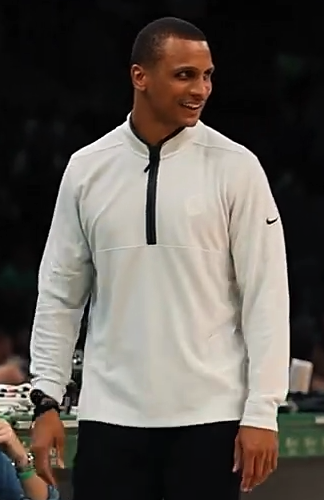
Mazzulla em 2022.

Em 22 de setembro de 2022, poucos dias antes do início da pré-temporada, Mazzulla foi nomeado treinador interino dos Celtics, após Ime Udoka ser suspenso por toda a temporada de 2022–23 por violar as políticas internas da equipe. Em 1º de dezembro, Mazzulla foi nomeado Treinador do Mês da Conferência Leste para outubro e novembro, depois que os Celtics começaram a temporada com a melhor campanha da liga, com 18 vitórias e 4 derrotas. Em 30 de janeiro de 2023, ele foi nomeado treinador da Equipe Giannis para o All-Star Game da NBA de 2023.
Em 16 de fevereiro de 2023, os Celtics oficialmente anunciaram Mazzulla como o 19º treinador principal da história da franquia e assinaram uma extensão de contrato com ele, após o time ter alcançado a melhor campanha da liga, com um recorde de 42–17, no intervalo do All-Star Game. Em abril, ele foi nomeado um dos três finalistas para o prêmio de Treinador do Ano da NBA. Os Celtics entraram nos playoffs como a 2º melhor campanha da Conferência Leste com um recorde de 57–25. Eles venceram o Atlanta Hawks em seis jogos na primeira rodada e o Philadelphia 76ers em sete jogos nas semifinais da Conferência Leste. No entanto, os Celtics foram derrotados pelo Miami Heat, que era a 8º melhor campanha, nas Finais da Conferência Leste, em sete jogos.

#### Temporada de 2023–24: Primeiro título da NBA

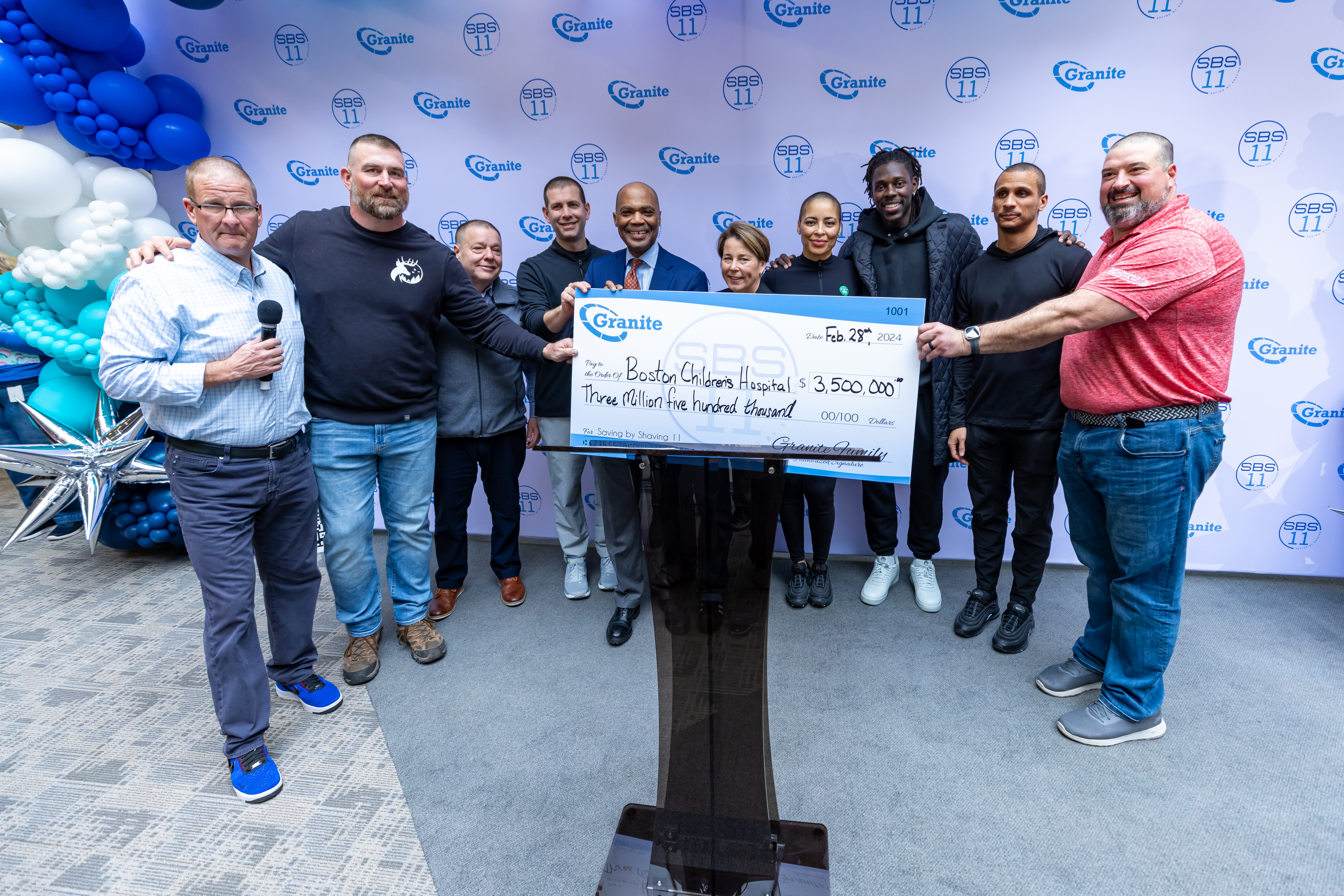
Mazzulla (segundo da direita) e outros participantes no evento anual *Saving by Shaving* de 2024.

Mazzulla foi mantido como treinador principal para a temporada de 2023–24 e recebeu o apoio de Brad Stevens, Presidente de Operações de Basquete, que o descreveu como "um líder incrível" e "responsável".
Durante a temporada, Mazzulla conquistou dois prêmios de Treinador do Mês da Conferência Leste, um em dezembro e outro em março. Com o melhor recorde da liga, 64–18, os Celtics tiveram sua primeira temporada com mais de 60 vitórias desde 2009 e conquistaram a primeira posição geral da NBA, além de garantir vantagem de mando de quadra nos playoffs pela primeira vez desde a última temporada de título da franquia. Os Celtics avançaram para as finais de conferência após derrotar o Miami Heat e o Cleveland Cavaliers em cinco jogos. Após uma varrida por 4–0 sobre o Indiana Pacers nas Finais da Conferência Leste, Mazzulla, aos 35 anos, se tornou o treinador mais jovem a alcançar as Finais da NBA desde Bill Russell em 1969. Na sequência, os Celtics derrotaram o Dallas Mavericks em cinco jogos nas Finais da NBA de 2024, conquistando o primeiro título de Mazzulla na liga. Com isso, ele também se tornou o treinador mais jovem a vencer as Finais da NBA em mais de 50 anos.

## Vida pessoal
O pai de Mazzulla, Dan, era de descendência italiana e foi jogador e treinador de basquete, falecendo em 2020. Mazzulla é de descendência africana por parte de mãe. Seu irmão mais novo, Justin, jogou basquete na Universidade George Washington antes de se transferir para a Universidade de Vermont. Justin atualmente trabalha como assistente de coordenador de vídeo para o Utah Jazz.
Mazzulla é casado com Camai Roberson desde 2014, com quem se casou após conhecê-la enquanto era treinador na Glenville State University, em 2011. O casal tem um filho chamado Emmanuel, e Mazzulla também tem um enteado chamado Michael.
Mazzulla é um católico devoto, afirmando que sua identidade vem de sua "fé" e "propósito".
Além disso, Mazzulla é torcedor do clube de futebol, Manchester City, e desenvolveu uma amizade com o técnico do time, Pep Guardiola.

## Estatísticas na NBA

#### Como Treinador
| ‡ | Recorde da NBA |
|   | Campeão da NBA |

| Time     | Ano      | J   | V   | D  | %      | Colocação          | PJ | PV | PD | %    | Resultado                   |
| -------- | -------- | --- | --- | -- | ------ | ------------------ | -- | -- | -- | ---- | --------------------------- |
| Boston   | 2022-23  | 82  | 57  | 25 | .695   | 1º na D. Atlântico | 20 | 11 | 9  | .550 | Derrota nas Finais de Conf. |
| Boston   | 2023-24  | 82  | 64  | 18 | .780   | 1º na D. Atlântico | 19 | 16 | 3  | .842 | Venceu a NBA                |
| Carreira | Carreira | 164 | 121 | 43 | .738 ‡ |                    | 39 | 27 | 12 | .692 |                             |

## Prêmios e Homenagens
NBA
- Campeão da NBA: 2024
- Treinador do All-Star Game: 2023